# Mensendieck
Mensendieck er en gymnastikform, der har fokus på den gode holdning som grundlag for hensigtsmæssige og ergonomiske vaner i hverdagen.

## Bess Mensendieck
Mensendieck er opkaldt efter den hollandsk-amerikanske Bess Marguerite de Varel Mensendieck (1864-1957). Hendes far var ingeniør og fra ham lærte hun, hvor stor betydning et rigtigt og godt fundament har for en bygning. Den viden og indsigt overførte hun på logisk vis til den menneskelige krop, vores holdning og vores brug af muskler. 
Bess Mensendieck værnede om sit privatliv. Vi ved dog, at hun levede det meste af sit liv alene, efter at hun tidligt var blevet enke. Hun havde dog en tro følgesvend i assistenten Miss Amy (Anne Marie) Meusser.
Bess Mensendiecks interesse for den menneskelige krop blev vakt, da hun som ung kvinde rejste til Paris, for at blive billedhugger. Her undrede hun sig over de levende modellers holdning contra de harmoniske linjer i de klassiske græske skulpturer. Denne undren førte til hendes ønske om at blive klogere på den menneskelige anatomi. Det eneste sted, en kvinde kunne komme ind på lægestudiet i slutningen af 1800 tallet, var Schweitz, så hun uddannede sig til læge ved universitetet i Zurich. Hun har givetvis været en af de første kvindelige læger.
Efter lægestudiet rejste hun igen til Paris, hvor hun kom i kontakt med læger, der arbejdede videre med forskeren C.B. Duchennes (de Boulogne) resultater. Han havde forsket i musklers reaktion på elektrisk påvirkning, og havde fundet ud af, at en elektrisk impuls kunne fremkalde en muskelsammentrækning på samme vis, som en besked sendt fra hjerne til muskel. Han havde samtidig udtalt, at en bevidst brug af musklen ville skabe større resultater. 
Det var denne udtalelse, der fik Bess Mensendieck til at konkludere, at så måtte en verbal instruks fra en underviser kunne fremkalde den bevidste muskelsammentrækning hos eleven. Med det som udgangspunkt begyndte hun at opbygge sit gymnastiksystem, og hun fik lov at udvælge sine første elever blandt patienter på et parisisk hospital. Primært poliopatienter. Resultaterne viste sig at være så gode, at hun efterfølgende blev inviteret til at forelæse på flere europæiske og amerikanske universiteter. Da Mensendiecken var på sit højeste blev den praktiseret i omkring 60 lande og i USA på mange skoler, blandt andet som fysisk træning på Yale-universitetet.
”Vi bør vænne os til at ”se” vort legeme som en bygning”, skrev hun i bogen De daglige bevægelsers skønhed fra 1934. Hun skrev endvidere: ”I den langsomme udvikling fra dyrets horisontale til menneskets oprejste stilling er det trin endnu ikke nået, hvor legemsbygningen helt af sig selv forbliver oprejst. Vi må tværtimod være på vagt, hvis vi skal kunne bevare den legemsbygning rank, som stadigvæk trues, såvel af det civiliserede livs vaner og pligter, som af alderens overgreb. Vor oprejste legemsbygning er underkastet de samme fysiske og mekaniske love som ethvert andet bygningsværk. At tale om arkitekt for en bygning, der allerede er bygget, lyder som en paradoks, men man forstår det, hvis man gør sig klart, at det ansvar, der påhviler os overfor vor legemsbygning, er en vedholdende arkitkekts, fremfor en bygmesters.” Herefter beskriver hun, hvordan kroppen skal være i ligevægt, og hvordan denne ligevægt har fundament i føddernes og benenes stilling. Med andre ord, så kan man omskrive en Mensendieck instruktør og underviser til en verbal kropsarkitekt.
Bess Mensendieck forklarer videre, at det er vigtigt, at alt, der bevæger sig, skal bevæge sig i overensstemmelse med fysikkens og mekanikkens grundlove. Hvis det stod til Bess Mensendieck, skulle børn allerede i skolen lære navne, funktion og placering af muskler, og hendes vision var, at allerede i skolen skulle en ingeniør lære eleverne de fysiske og mekaniske love og med eleverne drage paralleller mellem ”legemsmaskinen” og andre ”bevægelsesmaskiner” som barnet kender.
En af dem, der var interesseret i Bess Mensendiecks metode, var kejser Wilhelm 2. af Tyskland. Han var utilfreds med hofdamernes dårlige holdning og struttende maver, hvilket han ønskede, at der skulle gøres en indsats imod. Derfor bad han Bess Mensendieck om at undervise ved hans hof, så hofdamerne der, kunne blive lige så graciøse som hofdamerne ved Europas andre hoffer.
Officielt begyndte Bess Mensendieck at uddanne instruktører i 1905 i Potsdam i Tyskland. Senere oprettede hun flere skoler i Tyskland, i Belgien, i Holland, I Danmark, i Østrig og i Norge.

### Mensendieck i dag
Essensen i Mensendieck er i dag fokus på god holdning som grundlag for hensigtsmæssige ergonomiske vaner i hverdagen. Mensendieck gymnastik er rolige bevægelser med bevidst brug af specifikke muskler, under omhyggelig instruktion af en uddannet Mensendieck instruktør. På denne måde bruges i Mensendiecken flere sanser, den auditive – lærerens verbale instrukser, den visuelle – eleven følger muskler og bevægelserne i ryg-, front- og sidespejle, den kinæstetiske – eleven skal bevidst mærke efter, hvordan bevægelsen opleves og udføres.
Ifølge Bess Mensendieck er det vigtigt, at kroppen er i balance og at tyngdepunktet i stående stilling er omkring korsbenet, os sacrum. Hun arbejdede derfor med en udgangsstilling, hvor lodlinjen i frontalplanet, det vil sige personen set fra siden, i stående stilling skal gå lige foran øret, gennem skulder, albue, lillefinger når håndfladen vender bagud, midt gennem hofteled, knæled og lige forrest i ankelleddet. Set forfra, i medianplanet, skal lodlinjen gå gennem næsen brystbenet, navlen, skambenet og lande midt mellem de parallelle fødder. 
På Bess Mensendiecks tid udførte eleverne øvelserne uden tøj, foran store spejle, for at eleven også selv kunne se musklerne under udførelse af øvelserne. Helt så langt i afklædningen går man ikke i dag.
I dag undervises der primært i Mensendieck i Danmark, Holland og Norge,  

### Mensendieck i Danmark
Undervisning er individuelt baseret, hvilket betyder alene eller små hold på op til maksimum 6 deltagere. I Danmark står en Mensendieck elev i trusser og evt. bh foran ryg-, front- og sidespejlene, hvilket giver både elev og instruktør de bedste muligheder for at studere musklerne i funktion. Det giver også optimale muligheder for at eleverne med egne øjne kan følge udviklingen i holdningen og rettelser forstås langt bedre, når man kan se, hvad det er, der rettes.
Undervisningen foregår udelukkende hos privat praktiserende Mensendieck instruktører. Der ydes ikke tilskud fra den danske sygesikring eller Sygesikringen Danmark.
Danske Mensendieck instruktører er specialiseret i træning af brystopererede kvinder, graviditets- og barselstræning og naturligvis træning af dårlige rygge.
Der er i dag i Danmark ca. 60 Mensendieck instruktører.
1925 blev Dansk Mensendieck Forbund dannet og året efter, var Bess Mensendieck for første gang på besøg i Danmark.
Den første danske instruktør blev uddannet i Holland i 1921-22 og frem til 1941 blev der uddannet flere danske instruktører i både USA og Holland. I 1954 kom Bess Mensendieck selv til Danmark, hvor hun i Aalborg uddannede 2 hold Mensendieck instruktører. Dette var ikke efter aftale med Dansk Mensendieck Forbund, der havde fået tilladelsen af Bess Mensendieck til at uddanne danske instruktører. Dansk Mensendieck Forbund mente derfor, at Bess Mensendieck brød sit eget løfte og aftale med forbundet, hvilket der på det tidspunkt blev skrevet en del avisartikler om.
Uddannelsen til Mensendieck instruktør var i Danmark en privatbetalt uddannelse. De første instruktører blev uddannet hos allerede praktiserende instruktører. Senere overtog Dansk Mensendieck Forbund uddannelsen via forbundets skole. 

#### Mensendieck i Norge.
I Norge sker uddannelsen på Høgskolen i Oslo. Man søger ind på fysioterapeut uddannelsen og vælger på ansøgningen, hvorvidt man ønsker studieretning fysioterapi eller studieretning Mensendieck, da de to studieretninger har separat optag på uddannelsen. De to studieretninger har dog en del fællesundervisning, primært basisfag som anatomi, fysiologi, patologi og Public Health.
Efter eksamen skal de studerende gennemføre et års turnustjeneste. Færdiguddannede får de studerende officielt titel af fysioterapeut, men ofte kaldes de Mensendieckfysioterapeut. Uddannelsen gir en bachelorgrad, der efterfølgende kan udvides til en mastergrad i helsefag. 
I Norge undervises i Mensendieck på større hold, og med elever i træningstøj. 

#### Mensendieck i Holland.
I Holland arbejder Mensendieck instruktører i privat praksis, på hospitaler og plejehjem. Uddannelsen til Mensendieck terapeut er 4 årig og foregår på The Amsterdam Medical Centre.